# Anton Károlyi

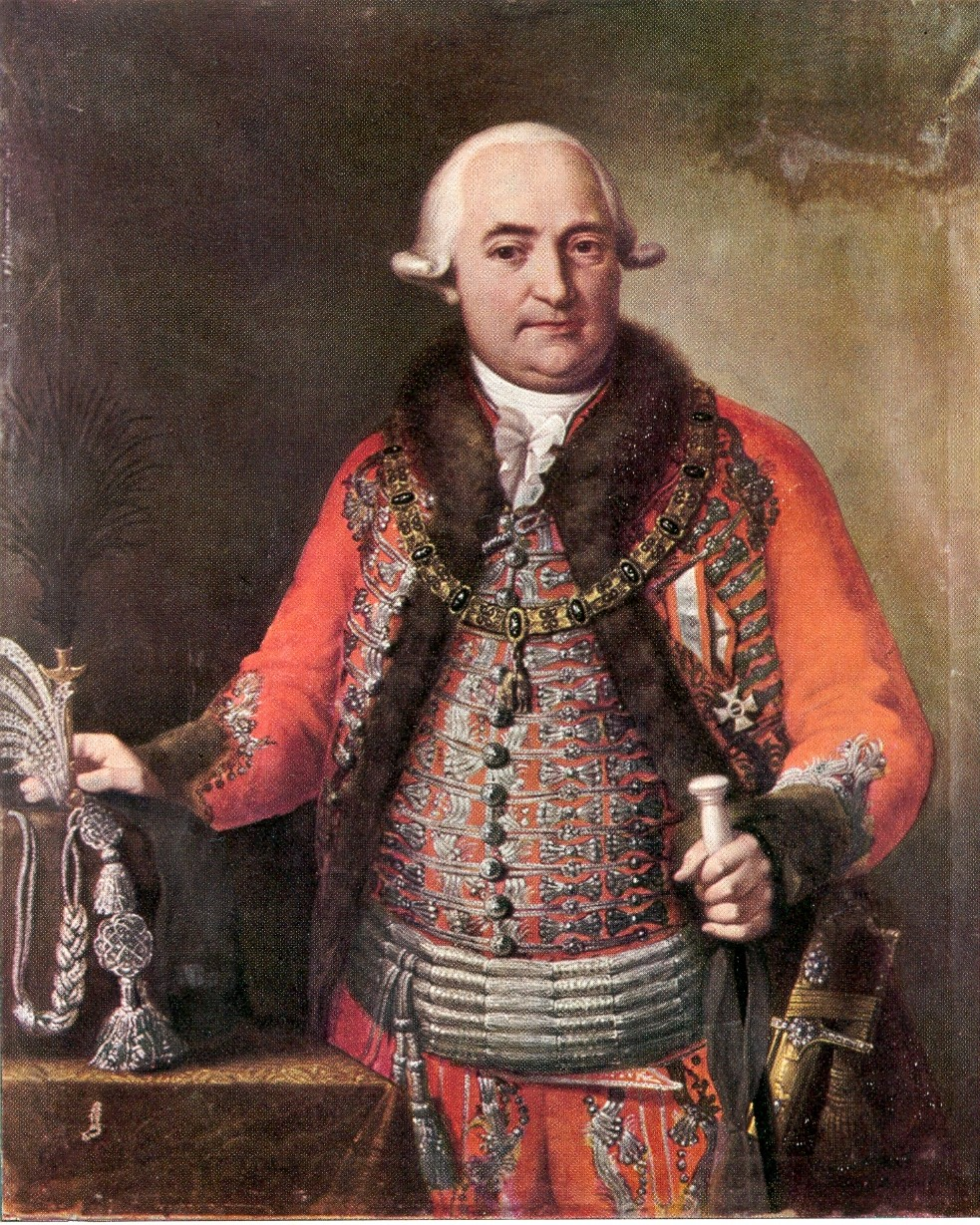
Anton Károlyi

Graf (Franz) Anton Károlyi von Nagykároly (ungarisch Nagykárolyi gróf Károlyi Antal; * 25. Oktober 1732 in Nagykároly; † 24. August 1791 in Penzing bei Wien) war ein ungarischer Adeliger, Feldzeugmeister, Ritter des Ordens vom Goldenen Vlies und Träger des Militär-Maria-Theresien-Ordens.

## Herkunft

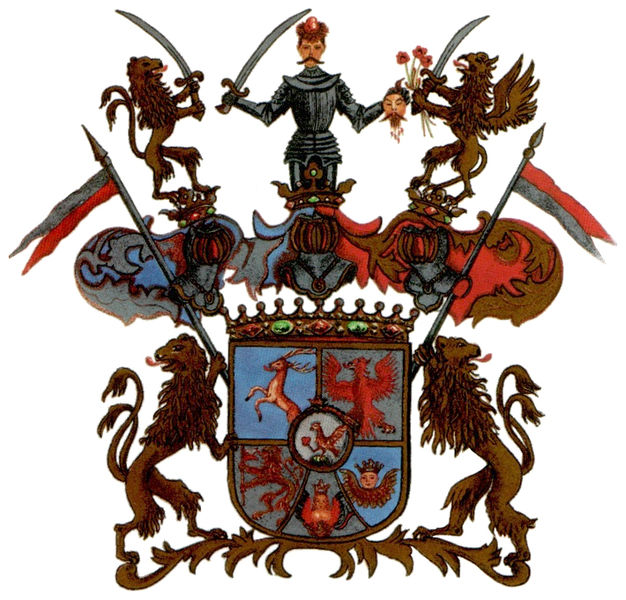
Wappen der Károlyi von Nagykároly

Anton Károlyi entstammte dem ungarischen Adelsgeschlecht der Károlyi von Nagykároly, einem der ältesten, reichsten und berühmtesten Ungarns. Die Károlyis führen sich auf den ungarischen Stammesfürsten Kund (auch Künd bzw. Kend) zurück, einem der sieben Heerführer der Magyaren zur Zeit der Landnahme. Ihr Stammsitz war ab 1482 das in Oberungarn jenseits der Theiß im Sathmarland gelegene Schloss Károlyi in Nagykároly (heute Carei, Rumänien).

## Leben
Anton Károlyi wurde am 25. Oktober 1732 in Nagykároly (deutsch Großkarol; heute Carei, Rumänien) als einziger Sohn von Franz Károlyi (* 1705; † 1785) und dessen Ehefrau Christine Csáky geboren.
Er begann seinen Kriegsdienst als Hauptmann im Infanterieregiment „Joseph Graf Eszterházy“ No. 37. Bereits mit 23 Jahren wurde er 1755 zum Oberst und wenig später zum Kommandanten dieses Regiments ernannt. 1758 wurde er zum Generalmajor und Obergespan des Komitats Sathmar ernannt. Bei Ausbruch des Siebenjährigen Krieges 1756 bildete er auf eigene Kosten ein Corps von 100 Mann und rüstete es aus. Er nahm 1756 an der Schlacht bei Lobositz teil, wo er schwer verwundet wurde. Nach langer Genesung nahm er 1758 an der Schlacht bei Hochkirch teil und wurde für seine Leistungen 1759 mit dem Ritterkreuz des Militär-Maria-Theresien-Orden ausgezeichnet. 1787 ernannte ihn der Kaiser zum Generalfeldzeugmeister und zum Kommandanten der königlich ungarischen Leibgarde. 1790 lehnte er es ab Ban von Kroatien zu werden und wurde Ritter des Ordens vom Goldenen Vlies.
Die Strapazen des Krieges zwangen Anton Károlyi die Armee zu verlassen und sich ins Privatleben zurückzuziehen. Er lebte nun abwechselnd in Wien und auf seinen Gütern. Im Komitat Sathmar ließ er Moore entsumpfen und war ein großer Förderer der Wissenschaft.
Anton Károlyi starb am 24. August 1791 in Penzing bei Wien.

## Ehe und Nachkommen
Anton Károlyi heiratete Freiin Josepha von Harruckern. Das Paar hatte einen Sohn:
- Joseph Károlyi (* 1768; † 1803) ⚭ Gräfin Elisabeth von Waldstein-Wartenberg